# Placentia (Californië)
Placentia is een plaats (city) in de Amerikaanse staat Californië, en valt bestuurlijk gezien onder Orange County.

## Demografie
Bij de volkstelling in 2000 werd het aantal inwoners vastgesteld op 46.488.
In 2006 is het aantal inwoners door het United States Census Bureau geschat op 49.943, een stijging van 3455 (7,4%).

## Geografie
Volgens het United States Census Bureau beslaat de plaats een oppervlakte van
17,1 km², geheel bestaande uit land.

## Plaatsen in de nabije omgeving
De onderstaande figuur toont nabijgelegen plaatsen in een straal van 16 km rond Placentia.

## Geboren
- Janet Evans (1971), zwemster
- Kelly Cheng (1995), beachvolleybalster

## Overleden
- Corrie ten Boom (15 april 1983) Nederlandse evangeliste en verzetsstrijdster